# Liste der Fahnenträger der Mannschaften der Föderation Malaya bei den Olympischen Spielen
Die Liste der Fahnenträger der Mannschaften der Föderation Malaya bei den Olympischen Spielen listet chronologisch alle Fahnenträger von Mannschaften der Föderation Malaya bei den Eröffnungsfeiern Olympischer Spiele auf.

## Liste der Fahnenträger
| Mannschaft        | Veranstaltung | Fahnenträger (EF)     | Fahnenträger (AF) |
| ----------------- | ------------- | --------------------- | ----------------- |
| 1956 in Melbourne | Sommerspiele  | Tan Kim Bee           |                   |
| 1960 in Rom       | Sommerspiele  | Shahrudin Mohamed Ali |                   |

Anmerkung: (EF) = Eröffnungsfeier, (AF) = Abschlussfeier

## Statistik
| Rang    | Sportart       | EF | AF | ∑ |
| ------- | -------------- | -- | -- | - |
| 1       | Gewichtheben   | 1  | 0  | 1 |
| 1       | Leichtathletik | 1  | 0  | 1 |
| Gesamt: | Gesamt:        | 2  | 0  | 2 |

| Rang            | Sportart | EF | AF | ∑ |
| --------------- | -------- | -- | -- | - |
| keine Teilnahme |          |    |    |   |
| Gesamt:         | Gesamt:  | 0  | 0  | 0 |

| Rang    | Sportart       | EF | AF | ∑ |
| ------- | -------------- | -- | -- | - |
| 1       | Gewichtheben   | 1  | 0  | 1 |
| 1       | Leichtathletik | 1  | 0  | 1 |
| Gesamt: | Gesamt:        | 2  | 0  | 2 |